# Cheam School
Cheam School är en engelsk internatskola för både pojkar och flickor, i åldrarna tre till tretton år. Den ligger i Ashford Hill with Headley i grevskapet Hampshire, vid gränsen till Berkshire. Skolan grundades 1645 av George Aldrich.

## Historia
Skolan startade i Cheam, Surrey, och flyttade 1934 till sin nuvarande plats (tidigare en herrgård vid namn Beenham Court) på gränsen mellan Hampshire och Berkshire. Marken består av cirka 100 hektar. Åren strax före flytten var prins Philip, hertig av Edinburgh elev vid skolan. Hans son, kung Charles III, var senare elev vid skolan.

## Idag
Skolan består av fyra hus (som kallas divisioner): Aldrich (gul), Beck (grön), Gilpin (röd), and Tabor (blå). Skolans färger är rött och blått.
William Phelps är skolans rektor sedan 2022. Cheam School var förr en internatskola endast för pojkar. Från och med 1997 utbildar Cheam School såväl pojkar som flickor, i åldrarna tre till tretton år. Utöver internatskoleelever finns det numera även dagelever på skolan. Skolan har cirka 350 elever.

## Rektorer
- 1645-1685: George Aldrich
- 1685-1701: Henry Day
- 1701-1711: Robert LLoyd
- 1711-1739: Daniel Sanxay
- 1739-1752: James Sanxay
- 1752-1777: William Gilpin
- 1777-1805: James Wilding
- 1805- ?: Joseph Wilson
- 1826-1846: Charles Mayo
- 1856-1890: Robert Tabor
- 1891-1920: Arthur Tabor
- 1921-1947: Harold Taylor
- 1947–1963: Peter Beck
- 1963-1971: Michael Stannard
- 1972-1985: Michael Wheeler
- 1985-1998: Christopher Evers
- 1998–2016: Mark Johnson
- 2016–2021: Martin Harris
- 2021-2022: Tom Haigh
- 2022–idag: William Phelps

## Kända alumner
- Kung Charles III
- Henry Addington, 1:e viscount Sidmouth, premiärminister, 1801–1804
- Prins Philip, hertig av Edinburgh, make till Elizabeth II
- Randolph Churchill (1849-1895), statsråd och far till Winston Churchill